# Rancho Nuevo, Xilitla
Rancho Nuevo är en ort i Mexiko.   Den ligger i kommunen Xilitla och delstaten San Luis Potosí, i den centrala delen av landet, 220 km norr om huvudstaden Mexico City. Rancho Nuevo ligger 975 meter över havet och antalet invånare är 438.
Terrängen runt Rancho Nuevo är bergig åt nordost, men åt sydväst är den kuperad. Runt Rancho Nuevo är det ganska tätbefolkat, med 90 invånare per kvadratkilometer. Närmaste större samhälle är Xilitla, 7,9 km sydost om Rancho Nuevo. I omgivningarna runt Rancho Nuevo växer i huvudsak städsegrön lövskog.